# توقا اورقو
توقا اورقو (به اسپانیایی: Tawqa Urqu) یک کوه در پرو است که در Peru, Cusco Region, Paruro Province واقع شده‌است. توقا اورقو ۴٬۶۲۴ متر بالاتر از سطح دریا واقع شده‌است.